# Jurij Valerjevics Baszkakov
Jurij Valerjevics Baszkakov, oroszul: Юрий Валерьевич Баскаков; (Moszkva, 1964. május 10. –) orosz nemzetközi labdarúgó-játékvezető, sport instruktor.

## Pályafutása

### Labdarúgóként
A CSZKA Moszkva ifjúsági olimpiai utánpótlási sportiskolájában és a FK Torpedo Moszkva együttesében hátvédként játszott.

### Nemzeti játékvezetés
A játékvezetői vizsgát 1988-ban tette le. Nemzeti labdarúgó-szövetségének játékvezető bizottsága minősítése alapján 1996-ban lett az Premier League játékvezetője. A nemzeti játékvezetéstől 2009-ben vonult vissza. Első ligás mérkőzéseinek száma: 225. A szovjet-orosz mérkőzésvezetői örök ranglistán (2009 bajnoki év végével) a 3. helyen áll.

#### Nemzeti kupamérkőzések
Vezetett kupa-döntők száma: 2.

##### Össz-orosz labdarúgókupa
| Időpont          | Helyszín                  | Mérkőzés típusa | Mérkőzés              | Eredmény | Nézők száma |
| ---------------- | ------------------------- | --------------- | --------------------- | -------- | ----------- |
| 2006. január 22. | Olimpiai Stadion, Moszkva | döntő           | Neftçi PFK–FBK Kaunas | 4 – 2    | 6200        |

###### Orosz labdarúgó-szuperkupa
| Időpont          | Helyszín                   | Mérkőzés típusa | Mérkőzés                                          | Eredmény | Nézők száma |
| ---------------- | -------------------------- | --------------- | ------------------------------------------------- | -------- | ----------- |
| 2008. március 9. | Luzsnyiki Stadion, Moszkva | döntő           | FK Zenyit Szankt-Petyerburg–FK Lokomotyiv Moszkva | 2 – 1    | 48 000      |

### Nemzetközi játékvezetés
Az Orosz labdarúgó-szövetség Játékvezető Bizottsága (JB) terjesztette fel nemzetközi játékvezetőnek, a Nemzetközi Labdarúgó-szövetség (FIFA) 1998-tól tartotta nyilván bírói keretében. A FIFA JB központi nyelvei közül a angolt beszéli. Mint sok más társa neki is "sorba" kellett állnia, hogy elindulhasson a nemzetközi pályán. Az UEFA JB besorolása szerint az elit kategóriás játékvezető. Több nemzetek közötti válogatott, valamint  Intertotó-kupa (1), Kupagyőztesek Európa-kupája (1), UEFA-kupa (21) és UEFA-bajnokok ligája (21) klubmérkőzést vezetett, vagy működő társának 4. bíróként segített. Az orosz nemzetközi játékvezetők rangsorában, a világbajnokság-Európa-bajnokság sorrendjében többedmagával a 3. helyet foglalja el 11 találkozó szolgálatával. A  nemzetközi játékvezetéstől 2007-ben búcsúzott. Válogatott mérkőzéseinek száma: 14.

#### Labdarúgó-világbajnokság
A 2002-es labdarúgó-világbajnokságon, a 2006-os labdarúgó-világbajnokságon, valamint a 2010-es labdarúgó-világbajnokságon a FIFA JB játékvezetőként alkalmazta. Selejtező mérkőzéseket az UEFA zónában vezetett.

##### 2002-es labdarúgó-világbajnokság
| Időpont           | Helyszín                   | Mérkőzés típusa           | Mérkőzés         | Eredmény | Nézők száma |
| ----------------- | -------------------------- | ------------------------- | ---------------- | -------- | ----------- |
| 2001. április 25. | Philips Stadion, Eindhoven | előselejtező (2. csoport) | Hollandia–Ciprus | 4 – 0    | 30 000      |

##### 2006-os labdarúgó-világbajnokság
| Időpont             | Helyszín                     | Mérkőzés típusa           | Mérkőzés                     | Eredmény | Nézők száma |
| ------------------- | ---------------------------- | ------------------------- | ---------------------------- | -------- | ----------- |
| 2004. október 9.    | Qemal Stafa Stadion, Tirana  | előselejtező (2. csoport) | Albánia–Dánia                | 0 – 2    | 14 500      |
| 2005. március 30.   | Koševo Stadion, Szarajevó    | előselejtező (7. csoport) | Bosznia-Hercegovina–Litvánia | 1 – 1    | 6 000       |
| 2005. szeptember 7. | Republican Stadion, Chișinău | előselejtező (5. csoport) | Moldova–Szlovénia            | 1 – 2    | 7 200       |

##### 2010-es labdarúgó-világbajnokság
| Időpont          | Helyszín                   | Mérkőzés típusa           | Mérkőzés                              | Eredmény | Nézők száma |
| ---------------- | -------------------------- | ------------------------- | ------------------------------------- | -------- | ----------- |
| 2009. június 10. | De Kuip Stadion, Rotterdam | előselejtező (9. csoport) | Holland labdarúgó-válogatott–Norvégia | 2 – 0    | 45 600      |

#### Labdarúgó-Európa-bajnokság
A  2004-es labdarúgó-Európa-bajnokságon és a 2008-as labdarúgó-Európa-bajnokságon, a selejtező körben az UEFA JB játékvezetőként foglalkoztatta.

##### 2004-es labdarúgó-Európa-bajnokság
| Időpont           | Helyszín                         | Mérkőzés típusa           | Mérkőzés                           | Eredmény | Nézők száma |
| ----------------- | -------------------------------- | ------------------------- | ---------------------------------- | -------- | ----------- |
| 2002. október 16. | Ali Sami Yen Stadion, Isztambul  | előselejtező (7. csoport) | Törökország–Liechtenstein          | 5 – 0    | 18 000      |
| 2003. június 11.  | Josy Barthel Stadion, Luxembourg | előselejtező (2. csoport) | Luxemburg–Dán labdarúgó-válogatott | 0 – 2    | 6 869       |

##### 2008-as labdarúgó-Európa-bajnokság
| Időpont              | Helyszín                     | Mérkőzés típusa           | Mérkőzés                                              | Eredmény | Nézők száma |
| -------------------- | ---------------------------- | ------------------------- | ----------------------------------------------------- | -------- | ----------- |
| 2006. október 11.    | Bilino Polje Stadion, Zenica | előselejtező (C. csoport) | Bosznia-hercegovinai labdarúgó-válogatott–Görögország | 0 – 4    | 11 000      |
| 2007. március 28.    | Croke Park Stadion, Dublin   | előselejtező (D. csoport) | Írország–Szlovákia                                    | 1 – 0    | 71 300      |
| 2007. szeptember 12. | Laugardalsvöllur, Reykjavík  | előselejtező (F. csoport) | Izland–Észak-Írország                                 | 2 – 1    | 2 500       |
| 2007. november 21.   | Városi Stadion, Ta’ Qali     | előselejtező (C. csoport) | Málta–Norvégia labdarúgó-válogatott                   | 1 – 4    | 6 000       |

## Sikerei, díjai
Az orosz JB 2007-ben az Év Játékvezetője kitüntető címet adományozta részére.

## Családi kapcsolat
Édesapja Valerij Baszkakov (1937-2008. március 9.) szintén élvonalbeli labdarúgó-játékvezető.